# كهف البحر الأبيض المتوسط
كهف البحر الأبيض المتوسط (بالإنجليزية: Mediterranean Cave)‏ هو كهف يقع ضمن أقاليم ما وراء البحار البريطانية في منطقة جبل طارق التابعة للتاج البريطاني.